# Савольди, Джанлуиджи
Джанлуиджи Савольди (итал. Gianluigi Savoldi), также известен как Титти (итал. Titti) (9 июня 1949, Горлаго, Ломбардия — 13 апреля 2008, Бергамо, Ломбардия) — итальянский футболист, игравший на позиции полузащитника.
Он был младшим братом Джузеппе Савольди, который также был футболистом.

## Биография
Он начал свою карьеру в «Аталанте» (как и его брат), которая продала его в низшие лиги, чтобы тот набрался опыта.
После пребывания в двух клубах из Серии C («Тревильезе» и «Виареджо») вернулся в «Аталанту» только на один сезон, а в 1970/71 годах его купил «Ювентус». Он сыграл 13 матчей в лиге с 1971 по 1972 год. В 1973/74 сезоне «Ювентус» сдал его в аренду вначале «Чезене», а затем «Виченце», приняв его обратно в 1975/76 годах, но уже не используя его. Через год состоялся переход в «Сампдорию», где провёл три сезона, будучи игроком основы, Савольди никогда больше не играл в высшем дивизионе с «Сампдорией» после понижения в 1976/77 годах с разницей в два очка от спасительного 13-го места.

 
В 1979/80 годах играл в клубах из низших дивизионов: «Джулианова», а затем «Ливорно», после ухода работал в течение двадцати лет с молодёжью «Аталанты».
Все тренеры готовили меня ко взрослому футболу и дали мне что-то своё. Но из всех наставников мне больше всего хочется отметить Савольди, с которым я тренировался ещё будучи ребёнком.Маноло Габбьядини
Он скончался 13 апреля 2008 году в возрасте 58 лет после продолжительной болезни. Руководство «Аталанты» присоединилось к соболезнованию семье Савольди. Похороны состоялись через два дня в приходской церкви Понтераника.

## Достижения
- Чемпионат Италии: 2

«Ювентус»: 1971/72, 1972/73